# Liochthonius lapponicus
Liochthonius lapponicus är en kvalsterart som först beskrevs av Trägårdh 1910.  Liochthonius lapponicus ingår i släktet Liochthonius och familjen Brachychthoniidae. Inga underarter finns listade i Catalogue of Life.